# Proyecto hidroeléctrico Cordón del Plata
El complejo Cordón del Plata será una serie de tres presas de embalse y tres centrales hidroeléctricas que se construirán en el curso superior del río Mendoza, en la provincia de Mendoza, Argentina.
Su nombre proviene del hecho de estar ubicada por detrás del Cordón del Plata, una cordillera paralela al cordón principal de la Cordillera de los Andes, y que separa la cuenca superior de los ríos Mendoza y Tunuyán de las últimas estribaciones montañosas ubicadas más al oeste.
El proyecto fue originalmente concebido en 1983 y proyectado en su forma actual en el año 1994, pero la falta de una presa reguladora aguas abajo lo hizo inviable en ese momento. La construcción del embalse Potrerillos, terminado en 2003, dio nuevo impulso a la propuesta inicial, ya que este último servirá de presa reguladora. En 2006, la Secretaría de Energía de la Nación seleccionó los 12 emprendimientos energéticos que se consideraron prioritarios, en los que fue incluido Cordón del Plata. Dos años más tarde el proyecto fue considerado de primera prioridad, incluyendo en el mismo un cuarto aprovechamiento, ubicado entre el Cordón del Plata y Potrerillos, y llamado Los Gateados, que desaguaría en la cola de este. Este último proyecto no forma parte del sistema Cordón del Plata, y fue considerado aparte para las siguientes planificaciones.

## Características
El río Mendoza se forma en el valle de Punta de Vacas por la unión de los ríos Las Cuevas, Tupungato y Vacas. El embalse Cordón del Plata I, denominado "Punta de Vacas", se construirá sobre el río Mendoza, a corta distancia aguas abajo de la unión de los tres ríos. Está planificado para utilizar 34 m³/s, que serán conducidos por un túnel de 14 000 m hacia la central Río Blanco I, ubicada sobre el río de ese nombre, afluente del Mendoza. La Central Río Blanco I, ubicada en caverna a orillas del último tramo del afluente del río Mendoza, tendrá una capacidad instalada de 150 MW en dos turbinas Francis.
El tramo del río Mendoza entre Punta de Vacas y Río Blanco permanecerá seco, excepto cuando el embalse libere agua por su vertedero.
El río Blanco será represado en el embalse Cordón del Plata II, denominado "Río Blanco", incluyendo en su caudal los 34 m³/s que se hayan transferido desde Punta de Vacas, más 6 m³/s que aporta el río Blanco. Una obra de toma alimentará una pequeña central hidroeléctrica, llamada "Río Blanco II", con una capacidad instalada de 12 MW. A la salida de esa central, el agua de ambos ríos será nuevamente conducida a través de un túnel de 21 900 m hasta la central hidroeléctrica "Cerro Negro". Poco antes de llegar a destino, el túnel recibirá un caudal adicional de la represa "Los Novillos", ubicada en la Quebrada del Telégrafo. La Central Cerro Negro, ubicada también en caverna y servida por seis turbinas Pelton, tendrá una capacidad de 1165 MW. Tras pasar por la central, el agua será restituida al cauce natural del río Mendoza a través de un último túnel, de 1500 m de largo.
El embalse Cordón del Plata III se encontrará sobre el río Tupungato, aguas arriba de su confluencia con el río Mendoza. El embalse "Río Tupungato" derivará la totalidad del caudal normal de ese río, a través de un túnel de 5900 m de longitud, hasta la central hidroeléctrica "Punta de Vacas", ubicada a la cola del embalse Cordón del Plata I o Punta de Vacas. La central, planificada para construir en caverna, pero que no necesariamente deberá estar bajo tierra, tendrá una potencia instalada de 181 MW, servida por dos turbinas Francis. Está diseñada para turbinar 23 m³/s.
Una vez construidas Cordón del Plata I y Cordón del Plata II, el río Mendoza permanecerá prácticamente seco a lo largo de 45 km, excepto en épocas de grandes crecidas que deban ser liberadas por los vertederos. Tras la construcción de Cordón del Plata III, también 6 km del río Tupungato permanecerán secos. Es posible que los estudios de impacto ambiental deban considerar específicamente la posibilidad de libera un caudal mínimo en el cauce, con el fin de garantizar la aprobación de los estudios de impacto ambiental que deberán realizarse.
Los tres aprovechamientos pueden efectuarse en forma independiente, y en general se ha planificado construirlos en secuencia, empezando por Cordón del Plata I, ya que este es el más rentable y aumenta en seis veces el caudal turbinado por Cordón del Plata II. También la construcción de las líneas de alta tensión deberán planearse para dos o tres de los aprovechamientos, y no para uno solo; las mismas deberán unirse a las que parten desde el embalse Potrerillos, aunque no se ha estudiado aún si las ya instaladas en esta central serán suficientes para transmitir también la energía de las tres nuevas centrales.